# Gibraltar
Gibraltar je prekomorski teritorij Ujedinjenog Kraljevstva. Teritorij je vrlo male površine, a nalazi se na južnom rtu Pirinejskog poluotoka, između Atlanskog oceana i Sredozemnog mora i leži na istoimenom tjesnacu (Gibraltarski tjesnac) koji odvaja Europu i Afriku. Tijekom Prvoga i Drugoga svjetskoga rata imao je važnu stratešku ulogu, pa je i danas važna zrakoplovna baza i komunikacijska točka.

## Politički sustav
Zastupnički dom (House of Assembly) je zastupničko tijelo (parlament) s 15 zastupnika, a bira se općim izborima otprilike svake četiri godine. Gibraltar ima samo jednu izbornu jedinicu. Guverner najčešće imenuje vođu najjače stranke za premijera.

## Britansko-španjolski spor
Španjolska nikada nije prestala predavati pravo na Gibraltar, ali su se njegovi stanovnici 1967.godine izjasnili da bi ostali pod vlašću Ujedinjenog Kraljevstva.

## Flora Gibraltara[1]
- Acanthaceae (1)
  - Acanthus mollis L.
- Aizoaceae (3)
  - Carpobrotus edulis (L.) N. E. Br.
  - Disphyma crassifolium (L.) L.Bolus
  - Mesembryanthemum crystallinum L.
  - Mesembryanthemum nodiflorum L.
- Amaranthaceae (2)
  - Achyranthes aspera L. var sicula
  - Amaranthus blitoides S.Wats.
  - Amaranthus blitum L.
  - Amaranthus muricatus (Gillies ex Moq.) Hieron
  - Amaranthus retroflexus L.
- Anacardiaceae (2)
  - Pistacia lentiscus L.
  - Pistacia terebinthus L.
  - Schinus molle L.
  - Schinus terebinthifolius Raddi
- Apiaceae (16)
  - Apium nodiflorum (L.)
  - Bupleurum fruticosum L.
  - Cachrys libanotis L.
  - Crithmum maritimum L.
  - Daucus carota L. subsp. hispanicus Thell
  - Daucus carota L. subsp. maximus Ball
  - Elaeoselinum foetidum (L.)
  - Eryngium maritimum L.
  - Ferula tingitana L.
  - Foeniculum vulgare subsp. piperitum Miller
  - Kundmannia sicula (L.)
  - Magydaris panacifolia (Vahl) Lange
  - Petroselinum crispum (Mill), Fuss.
  - Scandix pecten-veneris L. subsp. pecten-veneris
  - Smyrnium olusatrum L.
  - Thapsia villosa L.
  - Torilis arvensis Link subsp. neglecta Thell
  - Torilis nodosa (L.) Gaetner
- Apocynaceae (3)
  - Gomphocarpus fructicosus (L.) W.T.Aiton
  - Nerium oleander L.
  - Vinca difformis Pourr.
- Aristolochiaceae (1)
  - Aristolochia baetica L.
- Asteraceae (53)
  - Achillea maritima (L.) Ehrend. & Y.P. Guo
  - Ageratina adenophora (Spreng.) R.M.King & H.Rob.
  - Anacyclus clavatus (Desf.) Pers.
  - Anacyclus radiatus Loisel.
  - Andryala integrifolia L.
  - Anthemis arvensis L.
  - Arctotheca calendula (L.) Levyns
  - Asteriscus aquaticus (L.) Less.
  - Atractylis cancellata L.
  - Bellis sylvestris Cirillo
  - Bidens aureus (Aiton) Sherff
  - Bidens pilosa L.
  - Calendula arvensis M.Bieb.
  - Calendula incana Willd.
  - Calendula incana Willd. subsp. algarbiensis (Boiss.) Ohle
  - Carduus pycnocephalus L.
  - Carduus tenuiflorus Curtis
  - Carlina hispanica Lam.
  - Carlina racemosa L.
  - Carthamus arborescens L.
  - Carthamus creticus L.
  - Centaurea calcitrapa L.
  - Centaurea melitensis L.
  - Centaurea pullata L.
  - Centaurea sediris L.
  - Chamaemelum fuscatum (Brot.) Vasc.
  - Cichorium intybus L.
  - Cichorium pumilum L.
  - Cirsium scabrum (Poir.) Bonnet & Barrete
  - Cladanthus arabicus (L.) Cass.
  - Cladanthus mixtus (L.) Chevall
  - Crepis capillaris (L.) Wallr.
  - Crepis vesicaria L. subsp. taraxacifolia (Thuill.) Thell.
  - Cynara humilis L.
  - Cynara scolymus L.
  - Dittrichia viscosa (L.) Greuter
  - Erigeron bonariensis L.
  - Erigeron canadensis L.
  - Erigeron sumatrensis Retz.
  - Filago gallica (L.) L.
  - Filago pygmaea L.
  - Filago pyramidata L.
  - Galactites tomentosus Moench
  - Glebionis coronaria (L.) Cass. ex Spach
  - Gnaphalium antillanum Urb.
  - Hedypnois arenaria (Schousb.) DC.
  - Hedypnois rhagadioloides (L.) F.W.Schmidt
  - Helichrysum boissieri Nyman
  - Helminthotheca echioides (L.) Holub
  - Hyoseris radiata L.
  - Hyoseris scabra L.
  - Hypochaeris glabra L.
  - Hypochaeris salzmanniana DC.
  - Jacobaea maritima (L.) Pelser & Meijden
  - Jacobaea vulgaris Gaertn.
  - Lactuca serriola L.
  - Lactuca tenerrima Pourr.
  - Laphangium luteoalbum (L.) Tzvelev
  - Leontodon saxatilis Lam. subsp. rothii Maire
  - Mantisalca salmantica (L.) Briq. & Cavill.
  - Pallenis maritima (L.) Greuter
  - Pallenis spinosa (L.) Cass. subsp. spinosa
  - Phagnalon saxatile (L.) Cass.
  - Pulicaria arabica (L.) Cass. subsp. hispanica (Boiss.) Murb.
  - Pulicaria odora (L.) Rchb.
  - Reichardia gaditana (Willk.) Samp.
  - Reichardia intermedia (Sch. Bip.) Samp.
  - Reichardia picroides Roth.
  - Santolina chamaecyparissus L.
  - Scolymus hispanicus L.
  - Scolymus maculatus L.
  - Senecio angulatus L.f.
  - Senecio leucanthemifolius Poir.
  - Senecio vulgaris L.
  - Silybum marianum (L.) Gaertn.
  - Sonchus asper (L.) Hill
  - Sonchus bulbosus (L.) N.Kilian & Greuter
  - Sonchus oleraceus (L.)
  - Sonchus tenerrimus L.
  - Symphyotrichium squamatum (Spreng.) G.L.Nesom
  - Tolpis barbata (L.) Gaertn.
  - Tragopogon porrifolius L.
  - Urospermum picroides (L.) Scop. ex F.W.Schmidt
  - Xanthium orientale L. subsp. italicum (Moretti) Greuter
  - Xanthium spinosum L.
- Boraginaceae (6)
  - Anchusa azurea Mill.
  - Borago officinalis L.
  - Cerinthe major L. subsp. gymnandra (Gasp.) Rouy
  - Echium boissieri Steud.
  - Echium creticum L. subsp. coincyanum (Lacaita) R.Fernandes
  - Echium gaditanum Boiss.
  - Echium parviflorum Moench.
  - Echium plantagineum L.
  - Heliotropium europaeum L.
  - Omphalodes linifolia (L.) Moench
- Brassicaceae (16)
  - Biscutella sempervirens L.
  - Biscutella variegata Boiss. & Reut.
  - Brassica napus L.
  - Cakile maritima Scop.
  - Capsella rubella Reut.
  - Cardamine hirsuta L.
  - Diplotaxis siifolia Kunze
  - Diplotaxis viminea (L.) DC.
  - Hirschfeldia incana (L.) Lagr.-Foss.
  - Iberis gibraltarica L.
  - Lepidium coronopus (L.) Al-Shehbaz
  - Lepidium didymum L.
  - Lobularia maritima (L.) Desv.
  - Malcolmia littorea (L.) R.Br.
  - Raphanus raphanistrum L.
  - Rapistrum rugosum (L.) All.
  - Sinapis alba L.
  - Sisymbrium erysimoides Desf.
  - Sisymbrium officinale (L.) Scop.
  - Succowia balearica (L.) Medik.
- Cactaceae (1)
  - Opuntia elatior Mill.
  - Opuntia ficus-indica (L.) Mill.
  - Opuntia monacantha (Willd.) Haw or O. dillenii (Ker Gawl.) Haw.
- Campanulaceae (3)
  - Campanula erinus L.
  - Campanula lusitanica L.
  - Campanula mollis L.
  - Campanula rapunculus L.
  - Jasione montana L.
  - Trachelium caeruleum L.
- Capparaceae (1)
  - Capparis orientalis Veill.
- Caprifoliaceae (6)
  - Centranthus calcitrapa (L.) Dufr.
  - Centranthus ruber (L.) DC.
  - Cephalaria leucantha (L.) Schrad. ex Roem. & Schult.
  - Fedia cornucopiae (L.) Gaertn.
  - Lonicera implexa Aiton
  - Pycnocomon rutifolium (Vahl) Hoffmanns. & Link
  - Scabiosa atropurpurea L.
- Caryophyllaceae (14)
  - Arenaria serpyllifolia L. subsp. leptoclados (Rchb.) Nyman
  - Cerastium gibraltaricum Boiss.
  - Cerastium glomeratum Thuill.
  - Dianthus broteroi Boiss & Reut.
  - Dianthus caryophyllus L.
  - Herniaria lusitanica Chaudhri
  - Minuartia geniculata (Poir.) Thell.
  - Minuartia hybrida (Vill.) sstr.
  - Paronychia argentea Lam.
  - Petrorhagia dubia (Raf.) G.Lopez & Romo
  - Petrorhagia nanteuilii (Burnat) P.W.Ball & Heywood
  - Polycarpon tetraphyllum (L.) L.
  - Sagina apetala Ard.
  - Sagina maritima G.Don
  - Saponaria officinalis L.
  - Silene colorata Poir.
  - Silene gallica L.
  - Silene latifolia Poir.
  - Silene littorea Brot.
  - Silene nicaeensis All.
  - Silene nocturna L.
  - Silene obtusifolia Willd.
  - Silene tomentosa Otth
  - Silene vulgaris (Moench) Garcke
  - Spergula arvensis L.
  - Spergularia fimbriata Boiss. & Reut.
  - Spergularia heldreichii Foucaud ex E.Simon & P.Monnier
  - Spergularia marina (L.) Besser
  - Stellaria media (L.) Vill.
  - Stellaria pallida (Dumort.) Crép.
- Chenopodiaceae (7)
  - Atriplex halimus L.
  - Atriplex patula L.
  - Atriplex portulacoides L.
  - Atriplex prostrata Boucher ex D.C.
  - Beta vulgaris L.
  - Chenopodium album L.
  - Chenopodium murale L.
  - Chenopodium opulifolium Schrad. ex W.D.J.Koch & Ziz
  - Dysphania ambrosioides (L.) Mosyakin & Clements
  - Salsola kali L.
  - Sarcocornia fruticosa (L.) A.J.Scott
  - Suaeda vera Forssk. ex J.F.Gmel
- Cistaceae (2)
  - Cistus albidus L.
  - Cistus salvifolius L.
  - Helianthemum marifolium (L.) Mill. subsp. origanifolium (Lam.) G.Lopez
- Convolvulaceae (4)
  - Calystegia sepium (L.) R. Br.
  - Convolvulus althaeoides L.
  - Convolvulus arvensis L.
  - Convolvulus siculus L.
  - Convolvulus tricolor L.
  - Cuscuta planifora Ten.
  - Ipomoea indica (Burm.) Merr.
- Crassulaceae (4)
  - Aeonium arboreum (L.) Webb & Berthel.
  - Aeonium haworthii Webb & Berthel.
  - Bryophyllum delagoense (Eckl. & Zeyh.) Druce
  - Sedum album L.
  - Sedum rubens L.
  - Sedum sediforme (Jacq.) Pau
  - Umbilicus horizontalis (Guss.) DC.
  - Umbilicus rupestris (Salisb.) Dandy
- Cucurbitaceae (1)
  - Ecballium elaterium (L.) A.Rich.
- Ephedraceae (1)
  - Ephedra fragilis Desf.
- Euphorbiaceae (3)
  - Euphorbia baetica Boiss.
  - Euphorbia chamaesyce L.
  - Euphorbia characias L.
  - Euphorbia exigua L.
  - Euphorbia helioscopia L.
  - Euphorbia maculata L.
  - Euphorbia medicaginea Boiss
  - Euphorbia peplis L.
  - Euphorbia peplus L.
  - Euphorbia pterococca Brot.
  - Euphorbia segetalis L. var. pinea (L.) Lange
  - Euphorbia serpens Kunth
  - Euphorbia squamigera Loisel.
  - Euphorbia terracina L.
  - Mercurialis annua L. (M. ambigua L.F.)
  - Ricinus communis L.
- Fabaceae (29)
  - Acacia cyclops G.Don
  - Acacia saligna (Labill.) Wendl.
  - Anagyris foetida L.
  - Anthyllis hamosa Desf.
  - Anthyllis vulneraria L. subsp. maura (Beck) Marie
  - Astragalus boeticus L.
  - Astragalus hamosus L.
  - Astragalus pelecinus (L.) Barneyby
  - Bituminaria bituminosa (L.) C. H. Stirt.
  - Calicotome villosa (Poir.) Link
  - Ceratonia siliqua L.
  - Coronilla repanda (Poir.) Guss. subsp dura (Cav.) Cout.
  - Coronilla valentina L. subsp. glauca (L.) Batt.
  - Cytisus baeticus (Webb) Steud.
  - Dorycnium rectum (L.) Ser.
  - Galega officinalis L.
  - Genista linifolia L.
  - Genista monspessulana (L.) L. A. S. Johnson
  - Hedysarum coronarium L.
  - Hippocrepis multisiliquosa L.
  - Lathyrus amphicarpos L.
  - Lathyrus annuus L.
  - Lathyrus aphaca L.
  - Lathyrus clymenum L.
  - Lathyrus setifolius L.
  - Lathyrus tingitanus L.
  - Lotus arenarius Brot.
  - Lotus creticus L.
  - Lotus edulis L.
  - Lotus longesiliquosus R.Roem.
  - Lotus ornithopodioides L.
  - Lotus parviflorus Desf.
  - Lotus tetragonolobus L.
  - Lupinus angustifolius L.
  - Medicago arabica (L.) Huds.
  - Medicago intertexta (L.) Mill.
  - Medicago littoralis Loisel.
  - Medicago lupulina L.
  - Medicago marina L.
  - Medicago minima (L.) Bartal.
  - Medicago murex Willd.
  - Medicago orbicularis (L.) Bartal.
  - Medicago polymorpha L.
  - Medicago sativa L.
  - Medicago tornata (L.) Mill.
  - Medicago truncatula Gaertn.
  - Melilotus indicus (L.) All.
  - Melilotus segetalis (Brot.) Ser.
  - Melilotus sulcatus Desf.
  - Ononis cossoniana Boiss. & Reut.
  - Ononis mitissima L.
  - Ononis natrix L. subsp. ramosissima (Desf.) Batt. var. ramosissima
  - Ononis pubescens L.
  - Ononis reclinata L.
  - Ononis reclinata L. subsp. dentata (Lowe) Lainz
  - Ononis subcordata Cav.
  - Ononis variegata L.
  - Ornithopus compressus L.
  - Ornithopus pinnatus (Mill.) Druce
  - Paraserianthes lophantha (Willd.) I. C. Nielsen
  - Pisum sativum L.
  - Retama monosperma (L.) Boiss.
  - Scorpiurus muricatus L.
  - Scorpiurus vermiculatus L.
  - Spartium junceum L.
  - Trifolium angustifolium L.
  - Trifolium arvense L.
  - Trifolium campestre Schreb.
  - Trifolium cherleri L.
  - Trifolium fragiferum L.
  - Trifolium glomeratum L.
  - Trifolium isthmocarpum Brot.
  - Trifolium lappaceum L.
  - Trifolium ligusticum Loisel.
  - Trifolium nigrescens Viv.
  - Trifolium pallidum Waldst. & Kit.
  - Trifolium pratense L.
  - Trifolium repens L.
  - Trifolium resupinatum L.
  - Trifolium scabrum L.
  - Trifolium squamosum L.
  - Trifolium stellatum L.
  - Trifolium subterraneum L.
  - Trifolium tomentosum L.
  - Tripodion tetraphyllum (L.) Fourr.
  - Vicia benghalensis L.
  - Vicia cracca L.
  - Vicia lutea L.
  - Vicia parviflora Cav.
  - Vicia sativa L. subsp. nigra (L.) Ehrh
  - Vicia sativa L. subsp cordata (Hoppe) Batt.
  - Vicia villosa Roth subsp. ambigua (Guss.) Kerguelen
- Fagaceae (1)
  - Quercus coccifera L.
  - Quercus rotundifolia Lam.
- Frankeniaceae (1)
  - Frankenia laevis L.
- Fumariaceae (1)
  - Fumaria agraria Lag.
  - Fumaria bastardii Boreau
  - Fumaria capreolata L.
  - Fumaria sepium Boiss. & Reut.
- Gentianaceae (2)
  - Blackstonia perfoliata (L.) Huds.
  - Centaurium erythraea Rafn
  - Centaurium pulchellum (Sw.) Druce
- Geraniaceae (3)
  - Erodium aethiopicum (Lam.) Brumh. & Thell.
  - Erodium botrys (Cav.) Bertol
  - Erodium chium (Burm.f.) Willd.
  - Erodium laciniatum (Cav.) Willd.
  - Erodium malacoides (L.) L'Her.
  - Erodium moschatum (L.) L'Her.
  - Erodium primulaceum (Lange) Welw. ex Lange
  - Erodium salzmannii Delile
  - Geranium dissectum L.
  - Geranium molle L.
  - Geranium purpureum Vill.
  - Geranium rotundifolium L.
  - Pelargonium inquinans (L.) L'Her.
- Hypericaceae (1)
  - Hypericum perforatum L.
- Lamiaceae (14)
  - Ajuga iva (L.) Schreb. var. pseudoiva (Labill. & castagne ex DC.) Steud.
  - Clinopodium menthifolium (Host) Stace subsp. ascendens (Jord.) Govaerts
  - Lavandula dentata L.
  - Lavandula multifida L.
  - Mentha pulegium L.
  - Mentha suaveolens Ehrh.
  - Micromeria graeca (L.) Benth. ex Rchb.
  - Nepeta tuberosa L. subsp. tuberosa
  - Phlomis purpurea L.
  - Prasium majus L.
  - Rosmarinus officinalis L.
  - Salvia verbenacea L.
  - Sideritis arborescens Salzm. ex Benth.
  - Stachys arvensis (L.) L.
  - Stachys circinata L'Hér.
  - Stachys ocymastrum (L.) Briq.
  - Teucrium fruticans L.
  - Teucrium lusitanicum Schreb.
  - Thymus willdenowii Boiss.
- Lauraceae (1)
  - Laurus nobilis L.
- Linaceae (1)
  - Linum bienne Mill.
  - Linum strictum L. Link
- Malvaceae (2)
  - Lavatera arborea L.
  - Lavatera cretica L.
  - Lavatera mauritanica Durieu subsp. davaei (Coutinho) Coutinho
  - Lavatera trimestris L.
  - Malva hispanica L.
  - Malva parviflora L.
  - Malva sylvestris L.
- Molluginaceae (1)
  - Corrigiola littoralis L.
- Moraceae (1)
  - Ficus carica L.
- Myrtaceae (2)
  - Corymbia ficifolia (F. Muell.) K. D. Hill & L. A. S. Johnson
  - Eucalyptus camaldulensis Dehnh.
  - Eucalyptus globulus Labill.
- Nyctaginaceae (1)
  - Mirabilis jalapa L.
- Oleaceae (4)
  - Fraxinus angustifolia Vahl
  - Jasminum fruticans L.
  - Olea europaea L.
  - Phillyrea angustifolia L.
  - Phillyrea latifolia L.
- Onagraceae (2)
  - Epilobium tetragonum L.
  - Oenothera glazioviana Micheli
  - Oenothera rosea L'Her. ex Aiton
- Orobanchaceae (3)
  - Bellardia trixago (L.) All.
  - Orobanche amethystea Thuill.
  - Orobanche crenata Forssk.
  - Orobanche minor Sm.
  - Orobanche ramosa L.
  - Orobanche sanguinea C.Presl.
  - Parentucellia viscosa (L.) Caruel
- Oxalidaceae (1)  
  - Oxalis articulata Savigny
  - Oxalis corniculata L.
  - Oxalis pes-caprae L.
- Papaveraceae (2)
  - Glaucium flavum Crantz
  - Papaver dubium L.
  - Papaver hybridum L.
  - Papaver rhoeas L.
  - Papaver somniferum L.
- Phytolaccaceae (1)
  - Phytolacca americana L.
  - Phytolacca dioica L.
- Pinaceae (1)
  - Pinus halepensis Mill.
  - Pinus pinea L.
- Plantaginaceae (8)
  - Antirrhinum majus L. subsp. cirrhigerum (Welw. ex Ficalho) Franco
  - Antirrhinum majus L. subsp. tortusum (Bosc ex Vent.) Rouy
  - Chaenorrhinum villosum (L.) Lange
  - Cymbalaria muralis P. Gaertn., B. Mey. & Schreb.
  - Kickxia lanigera (Desf.) Hand.-Mazz
  - Linaria amethystea (Vent.) Hoffmanns. & Link
  - Linaria pedunculata (L.) Chaz.
  - Linaria tristis (L.) Mill.
  - Misopates orontium (L.) Raf.
  - Plantago afra L.
  - Plantago coronopus L.
  - Plantago lagopus L.
  - Plantago major L. subsp. major
  - Plantago serraria L.
  - Veronica arvensis L.
  - Veronica cymbalaria Bodard
  - Veronica persica Poir.
- Plumbaginaceae (1)
  - Limonium emarginatum (Willd.) Kuntze
  - Limonium sinuatum (L.) Mill.
- Polygalaceae (1)
  - Polygala rupestris Pourr.
- Polygonaceae (3)
  - Emex spinosa Campd.
  - Polygonum aviculare L.
  - Polygonum equisetiforme Sm.
  - Polygonum maritimum L.
  - Rumex bucephalophorus L.
  - Rumex conglomeratus Murray
  - Rumex crispus L.
  - Rumex intermedius DC.
  - Rumex pulcher L.
  - Rumex scutatus L. subsp. induratus (Boiss. & Reut.) Nyman
- Portulacaceae (1)
  - Portulaca nitida (Danin & H.G.Baker) Ricceri & Arrigoni
- Primulaceae (2)
  - Anagallis arvensis L.
  - Samolus valerandi L.
- Ranunculaceae (4)
  - Clematis cirrhosa L.
  - Clematis flammula L.
  - Delphinium ambiguum L.
  - Delphinium pentagynum Lam.
  - Ficaria verna Huds. subsp.ficariformis (Rouy & Foucoud) B.Walln.
  - Ranunculus bullatus L.
  - Ranunculus muricatus L.
  - Ranunculus paludosus Poir.
  - Ranunculus trilobus Desf.
- Resedaceae (1)
  - Reseda alba L.
  - Reseda lutea L.
  - Reseda luteola L.
  - Reseda media Lag.
- Rhamnaceae (2)
  - Frangula alnus Mill. subsp. baetica (Willk. & E.Rev.) Rivas Goday ex Devesa
  - Rhamnus alaternus L.
  - Rhamnus lycioides L. subsp oleoides (L.) Jahand. & Maire
- Rosaceae (4)
  - Crataegus monogyna Jacq.
  - Rosa sempervirens L.
  - Rubus ulmifolius Schott
  - Sanguisorba verrucosa (Link ex G. Don) Ces.
- Rubiaceae (6)
  - Crucianella maritima L.
  - Galium aparine L.
  - Galium murale (L.) All.
  - Galium verrucosum Huds.
  - Rubia peregrina L.
  - Sherardia arvensis L.
  - Theligonum cynocrambe L.
  - Valantia hispida L.
  - Valantia muralis L.
- Rutaceae (1)
  - Ruta angustifolia Pers.
- Santalaceae (2)
  - Osyris lanceolata Hochst. & Steud.
  - Thesium humile Vahl.
- Saxifragaceae (1)
  - Saxifraga globulifera Desf. var. gibraltarica Ser.
- Scrophulariaceae (3)
  - Scrophularia laevigata Vahl
  - Scrophularia peregrina L.
  - Scrophularia sambucifolia L.
  - Verbascum sinuatum L.
  - Verbascum thapsus L. subsp. giganteum (Willk.) Nyman
- Simaroubaceae (1)
  - Ailanthus altissima (Mill.) Swingle
- Solanaceae (6)
  - Cestrum parqui (Lam.) L'Hér
  - Datura innoxia Mill.
  - Datura stramonium L.
  - Hyoscyamus albus L.
  - Mandragora autumnalis Mill.
  - Nicotiana glauca Graham
  - Solanum alatum Moench
  - Solanum linnaeanum Hepper & P. -M.L.Jaeger
  - Solanum luteum Mill. subsp. luteum
  - Solanum nigrum L.
- Tamaricaceae (1)
  - Tamarix africana Poiret
  - Tamarix parviflora DC
- Thymelaeaceae (1)
  - Daphne gnidium L.
- Tropaeolaceae (1)
  - Tropaeolum majus L.
- Ulmaceae (2)
  - Celtis australis L.
  - Ulmus minor Mill.
- Urticaceae (2)
  - Parietaria judaica L.
  - Parietaria lusitanica L.
  - Parietaria mauritanica Durieu
  - Urtica membranacea Poir. ex Savigny
- Verbanaceae (2)
  - Lantana camara L.
  - Verbena officinalis L.
- Vitaceae (1)
  - Vitis vinifera L.
- Zygophyllaceae (1)
  - Tribulus terrestris L.

## Vanjske poveznice
- Vlada Gibraltara
- Nacionalni simboli

| Portal:Europa | Portal:Europa |

### Ostali projekti
|  | Zajednički poslužitelj ima stranicu o temi Gibraltar    |
|  | Zajednički poslužitelj ima još gradiva o temi Gibraltar |
|  | Zajednički poslužitelj sadrži atlas Gibraltara          |